# Seznam političnih ideologij

## A
- anarhizem
- arabski socializem

## B
- bolivarizem

## Č
- čavizem

## D
- dengizem
- džuče

## F
- fašizem

## G
- gramšizem

## H
- hodžaizem

## J
- juche (džuče)

## K
- kejnsizem
- komunizem
- konservatizem
- krščanska demokracija
- krščanski socializem

## L
- leninizem
- liberalizem
- liberizem
- luksemburgizem

## M
- maoizem
- marksizem
- marksizem-leninizem

## N
- nacionalizem
- nacizem
- neofašizem
- neonacizem
- neoliberizem

## P
- populizem

## R
- reformizem

## S
- sindikalizem
- socializem
- socializem 21. stoletja
- socialna demokracija
- stalinizem

## T
- titoizem
- trockizem